# Мончиголи
Мончиголи је насеље у Италији у округу Маса-Карара, региону Тоскана.
Према процени из 2011. у насељу је живело 232 становника. Насеље се налази на надморској висини од 231 м.